# Jacques du Tillet
Pour les autres membres de la famille, voir Famille du Tillet.
Jacques Paul Charles, marquis du Tillet, né le 29 mars 1857 à Lapalisse et mort le 5 août 1942 à Paris, est un homme de lettres et critique français.

## Biographie
Jacques du Tillet est le petit-fils du général Charles-Louis-Alphonse du Tillet et de Gaëtan Murat. Il épouse la fille de Jules Charles-Roux.
Il collabore comme rédacteur au Journal des débats et à La Vie parisienne, et comme critique dramatique à la Revue politique et littéraire (également connue sous le nom de Revue bleue).
Il publie quelques œuvres sous le nom de plume de Jean Malic, avant de publier sous son nom.
Il est également membre du conseil d'administration de diverses sociétés, dont la Société des chantiers et ateliers de Saint-Nazaire (Penhoët) et la Société de construction de Levallois-Perret.

## Œuvre
- Flirtage (Calmann-Lévy, 1885)
- Amour, amour ! (Calmann-Lévy, 1886)
- L'Amour pour rire (Librairie illustrée, 1887)
- L'Amour et les Femmes. Pensées renouvelées des Grecs (1888)
- L'Esprit de l'escalier (1891)
- Petites femmes (Calmann-Lévy, 1891)
- De nos jours, roman (E. Kolb, 1891)
- Cœur d'actrice (Calmann-Lévy, 1892)
- Henri Becque (1899)
- En Égypte (Schleicher frères, 1900)
- La Fin du théâtre libre

## Sources
- Gustave Brunet, Dictionnaire des ouvrages anonymes suivi des supercheries littéraires dévoilées' supplément, 1889